# (18709) Laurawong
(18709) Laurawong est un astéroïde de la ceinture principale d'astéroïdes.

## Description
(18709) Laurawong est un astéroïde de la ceinture principale d'astéroïdes. Il fut découvert le 21 avril 1998 à Socorro (Nouveau-Mexique) par le projet LINEAR. Il présente une orbite caractérisée par un demi-grand axe de 2,63 UA, une excentricité de 0,03 et une inclinaison de 8,2° par rapport à l'écliptique.

## Compléments